# フォルクスワーゲン・アマロック
アマロック（Amarok）はドイツの自動車メーカー、フォルクスワーゲンが製造・販売するピックアップトラックである。

## 概要
2005年、フォルクスワーゲンは堅牢なピックアップおよびオフロード車種を構築する意向を発表。
2008年9月、フォルクスワーゲンは捜索救助（SAR）車両のカラーリングを配した「ロバスト　ピックアップコンセプト」を発表。
その後、2010年1月にアルゼンチンで正式発表され、同年のダカールラリーで45台が使用された。
2010-2011標準衝突試験手順において、ユーロNCAP4つ星を獲得。 また、2011年2月にはオーストラリアの新車評価プログラム（ANCAP）においても5つ星を獲得している。
生産はアルゼンチンのほか、ドイツ・ハノーファーとメキシコでも行われる。

## メカニズム
ボディタイプは2ドアシングルキャブと4ドアダブルキャブの2種。
駆動方式は仕向地とエンジン特性に応じ、FR、パートタイム4　MOTION、フルタイム4 MOTIONの3種を用意する。
エンジンはコモンレール式直噴ターボディーゼル（TDI。出力特性により、2種存在）と直噴ガソリンエンジン（FSI）の2種の直列4気筒2.0 Lが用意されるが、2011年発表の2012モデルではディーゼルにさらに出力を上げ、ZF製8速ATを組み合わせたBiTDI仕様が追加された。
2016年発表の2017モデルではディーゼルエンジンが刷新され、新開発のV型6気筒3.0 L（出力特性により、3種存在）が搭載された。

## 車名の由来
イヌイット語で「狼」の意。